# James Bond: The Authorised Biography of 007
James Bond: The Authorised Biography of 007 (Jeg er James Bond) er en James Bond-bog af John Pearson. Den udkom første gang i 1973.
Bogen er ikke en traditionel roman om den hemmelige britiske agent med licens til at dræbe. Der er derimod tale om en fiktiv biografi, i det John Pearson forestilles at møde James Bond og interviewer denne, som var han en virkelig person.

## Plot
I 1966 havde Pearsson skrevet bogen Ian Fleming-biografien The Life of Ian Fleming. Det er fakta, men herefter begynder fiktionen: 
Blandt reaktionerne var et par breve fra en østrigsk kvinde, der hævdede at have mødt Bond. Hun dør men efterlader et foto med hende, Bond og Fleming. Pearson begynder sideløbende at bore i sagen. Han finder kun få spor men nok til at påkalde sig MI6's opmærksomhed. Det viser sig, at Bond skam er en levende person men er på rekreation på Bermuda. Det besluttes at sende Pearsson dertil, så han kan skrive en autoriseret Bond-biografi.
På Bermuda møder Pearson så Bond personligt. Herefter veksler bogen mellem egentlige interview og Pearssons genfortælling af forskellige episoder og missioner gennem Bonds liv og karriere – fra fødslen i Tyskland over de tidligere barneår, forældrenes bratte død, Eton, Schweiz, de første kontakter med MI6, 2. verdenskrig, vejen til statussen som 00-agent og de missioner der siden fulgte. Men indimellem er der to ting, der trækker i Bond – ønsket om at vende tilbage til aktiv tjeneste og gensynet med Honeychile Ryder fra Dr. No.

## Reaktioner
Bogen fik god kritik og solgte godt, og det var tanken at Pearson skulle skrive en ny serie Bond-romaner efter Sherlock Holmes-Dr. Watson-princippet. Det blev imidlertid aldrig til noget.
I fankredse er meningerne om bogen delte. Nogle accepterer den som "kanonisk", mens andre henregner den til gruppen af "apokryfe" Bond-bøger.